# Rike
För andra betydelser, se Rike (olika betydelser).
Ett rike är ett landområde där en suverän härskare utövar sin makt och myndighet, vanligen ett avgränsat geografiskt område som utgör en stat, särskilt (och förr enbart) om staten som har eller har haft monarkiskt statsskick, och till exempel var ett kejsar- eller kungarike. Rike kan också i överförd bemärkelse stå för andra begrepp som kan sägas likna länder, såsom djurriket inom biologi och dödsriket, himmelrike eller Guds rike inom teologi.

## Etymologi
Ordet är besläktat med adjektivet rik, finns i alla germanska språk (till exempel fsv. riki, rige, fsax. rīki) och har rötter i urgermanskan, jämför även sanskr. rājyám, rāyàm, rājyam, herravälde, kungadöme, rike. Motsvarigheter till ordet finns på de flesta indoeuropeiska språk, till exempel i latin (rex) och regina och i forngalliska (rix), som i Dumnorix och Vercingetorix. 

## Historia
Historiskt sett var ett rike något som bestod av flera länder, landskap, provinser, regioner och/eller nationer. Riket var under medeltiden allt det land som löd under samma monark, det vill säga kungens eget land och det land som hans underlydande vasaller (länstagare) styrde.
Så var till exempel fallet i Sverige, som är bildat av Svearike, det vill säga svearnas rike. 
I Frankrike var exempelvis kungens område tidvis begränsat till Île-de-France, medan resten av riket, som visserligen formellt löd under kungen, styrdes av olika vasaller. Det svenska riket omfattade på 1600-talet ungefärligen nuvarande Sverige och Finland och när Sverige efter Westfaliska freden erhöll besittningar i norra Tyskland, så tillhörde dessa formellt inte det svenska riket utan fortfarande Tysk-romerska riket och den svenske kungen var således kejsarens vasall i Vorpommern och Bremen-Verden.

## Nutid
Ordet rike används ofta i stället för ord som land eller stat i sammanhang som är något högtidligare, så till exempel i Finländska arméns faned. Ordet används ofta i sammansättningar när man vill markera att en företeelse omfattar hela landet och inte bara en större eller mindre del av det, i ord som riksomspännande, riksförbund, rikskändis.
I Danmark räknas det egentliga Danmark inklusive de självstyrande områdena Färöarna och Grönland som ett rike (da. rige), medan räknat utan Färöarna och Grönland skulle det egentliga Danmark kunna sägas utgöra ett land.
I Finland brukar man kalla de svenskar som bor i Sverige för rikssvenskar, till skillnad från de i Finland hemmahörande svenskarna, som är finlandssvenskar. På samma sätt brukar tyskspråkiga i Luxemburg, Elsass, Schweiz och Österrike kalla de i Tyskland hemmahörande tyskarna för rikstyskar (Reichsdeutschen).
En oegentlig beteckning i sammanhanget är Mayariket, där någon fortlöpande sammanhållande administrativ struktur inte kan spåras mellan de skilda stadsstaterna. Man delade visserligen en kultur, men hade sinsemellan olika språk.